# Erzbistum Lanzhou
Das Erzbistum Lanzhou (lat.: Archidioecesis Lanceuvensis) ist ein römisch-katholisches Erzbistum mit Sitz in Lanzhou in der Volksrepublik China.

## Geschichte
Papst Leo XIII. gründete das Apostolische Vikariat Gansu am 21. Juni 1878 aus Gebietsabtretungen des Apostolischen Vikariats Shaanxi. Den Namen, Apostolisches Vikariat Nordgansu, nahm es am 28. April 1905 an.
Am 8. März 1922 bekam es Gebiete vom Apostolischen Vikariat Südgansu und nahm gleichzeitig den Namen, Apostolisches Vikariat Westgansu, an. Den Namen, Apostolisches Vikariat Lanchowfu, nahm es am 3. Dezember 1924 an. Mit der Apostolischen Konstitution Quotidie Nos wurde es am 11. April 1946 zum Metropolitanerzbistum erhoben.
In den frühen achtziger Jahren wurde der geheime Bischof Philip Yang Li-bo geweiht, der im Alter von 80 Jahren am 15. Februar 1998 starb, nachdem er fast 30 Jahre im Gefängnis verbrachte. Im Januar 2003 wurde der geheime Bischof Joseph Han Zhi-hai geweiht, der durch einen offenen Brief die Einheit der offiziellen und geheimen Kirchen hervorrief und von Rom anerkannt ist.
Teile seines Territoriums verlor es zugunsten der Errichtung folgender Bistümer:
- 28. April 1905 an das Apostolische Vikariat Südgansu;
- 25. Mai 1936 an die Apostolische Präfektur Kiangchow;
- 4. Februar 1937 an die Apostolische Präfektur Xining.

## Ordinarien

### Apostolische Vikare von Gansu
- Ferdinand Hubertus Hamer C.I.C.M. (21. Juni 1878 – 30. August 1888, dann Apostolischer Vikar von Südwestongolei)
- Hubert Otto CICM (20. Juni 1890 – 28. April 1905)

### Apostolische Vikare von Nordgansu
- Hubert Otto CICM (20. Juni 1890 – 14. Januar 1918)
- Godefroy Frederix CICM (5. März 1920 – 8. März 1922)

### Apostolische Vikare von Westgansu
- Godefroy Frederix CICM (8. März 1922-14, März 1922, dann Apostolischer Vikar von Ninghsia)
- Theodor Buddenbrock SVD (25. November 1924 – 3. Dezember 1924)

### Apostolischer Vikar von Lanchowfu
- Theodor Buddenbrock SVD (3. Dezember 1924 – 11. April 1946)

### Erzbischöfe von Lanzhou
- Theodor Buddenbrock SVD (11. April 1946 – 18. Januar 1959)
- Philip Yang Li-bo (1981 – 15. Februar 1998) (Untergrundbischof)
- Joseph Han Zhi-hai (seit Januar 2003 als vom Heiligen Stuhl anerkannter Untergrundbischof)